# Licuala tonkinensis
Licuala tonkinensis är en enhjärtbladig växtart som beskrevs av Odoardo Beccari. Licuala tonkinensis ingår i släktet Licuala och familjen Arecaceae. Inga underarter finns listade i Catalogue of Life.